# Militärflugplatz Bracciano

i7
i11
i13
Der Militärflugplatz Bracciano-Monte dell’Oro „Oscar Savini“ (ICAO-Code: LIRB) liegt in der italienischen Region Latium, rund 45 Kilometer nordwestlich von Rom und knapp zehn Kilometer westsüdwestlich von Bracciano. Es handelt sich um einen kleinen Heeresflugplatz, der nicht mit dem ehemaligen Wasserflugplatz und heutigen Luftfahrtmuseum Vigna di Valle am Braccianosee zu verwechseln ist.

## Lage
Der Flugplatz liegt ganz im Westen des Gemeindegebietes von Bracciano bei dem Ort Monte dell’Oro. Er ist über die Provinzstraße SP 2c (Via Lazio, Via Sasso) zu erreichen, die meist auf dem Gebiet der benachbarten Gemeinden Manziana und Cerveteri verläuft. Aus diesem Grund wird der Flugplatz manchmal (unzutreffend) nach dem benachbarten Ort Manziana bezeichnet.

## Infrastruktur und Nutzung
Der Flugplatz hat zwei Graspisten, die sich im südlichen Bereich des Flugplatzgeländes kreuzen. Im Zentrum und im Norden befinden sich ein asphaltiertes Vorfeld, Hangars und sonstige Einrichtungen des 1. Unterstützungsregiments Idra der italienischen Heeresflieger, das für die Hubschrauber-Instandhaltung zuständig ist. Angeflogen wird der Flugplatz daher vor allem von Hubschraubern, die in Bracciano umfassend technisch überholt werden sollen. Darüber hinaus wird er bei Übungen genutzt, unter anderem von einem in Bracciano stationierten Luftlande-Artillerieverband.

## Geschichte
Der Flugplatz gilt als Wiege der 1951 bei der Artillerieschule in Bracciano (wieder) gegründeten italienischen Heeresflieger. Im Zug der Aufstellung wurde 1951 auch der kleine Flugplatz in Monte dell’Oro eingerichtet und vor Ort eine kleine fliegende Einheit mit Propellerflugzeugen vom Typ Piper PA-18 (L-18/L-21) gebildet, die der Artillerie für Beobachtung und Feuerleitung diente und daneben auch Verbindungs- und Transportaufgaben übernahm. Im folgenden Jahr wurde aus der Einheit ein fliegerisches Ausbildungszentrum, bei dem ab 1954 neue Heeresflieger-Einheiten zur Unterstützung verschiedener Großverbände aufgestellt wurden. Am 1. Juni 1957 zog das Ausbildungszentrum von Bracciano auf den nahen Militärflugplatz Viterbo. Seit 1950 waren die italienischen Ausbilder im amerikanischen Fort Sill ausgebildet worden, wobei am 14. November 1951 der italienische Pilot Oscar Savini bei einem Unfall ums Leben kam. Nach ihm ist der Flugplatz heute benannt.
Im Jahr 1953 entstand auf dem Flugplatz eine Flugzeug-Instandsetzungseinheit. Weil sie relativ weit von den neuen fliegenden Einheiten in Norditalien entfernt war, wurden ab 1958 neue Instandsetzungseinheiten in Bologna, Bergamo und Viterbo aufgestellt. Aus diesem Grund erhielt die Einheit in Bracciano 1958 die Ordnungszahl 1. Erst 1990 erhielt die Einheit eine Truppenfahne, 1993 erfolgte die Umbenennung in 1. Heeresflieger-Unterstützungsregiment „Idra“ (in Bataillonsstärke). Im Lauf der Zeit übernahm der Verband die Instandsetzung folgender (meist von Agusta in Lizenz von Bell gebauter) Hubschraubertypen: AB-47, AB-204, AB-205, AB-206, AB-212, AB-412 und Agusta A109.

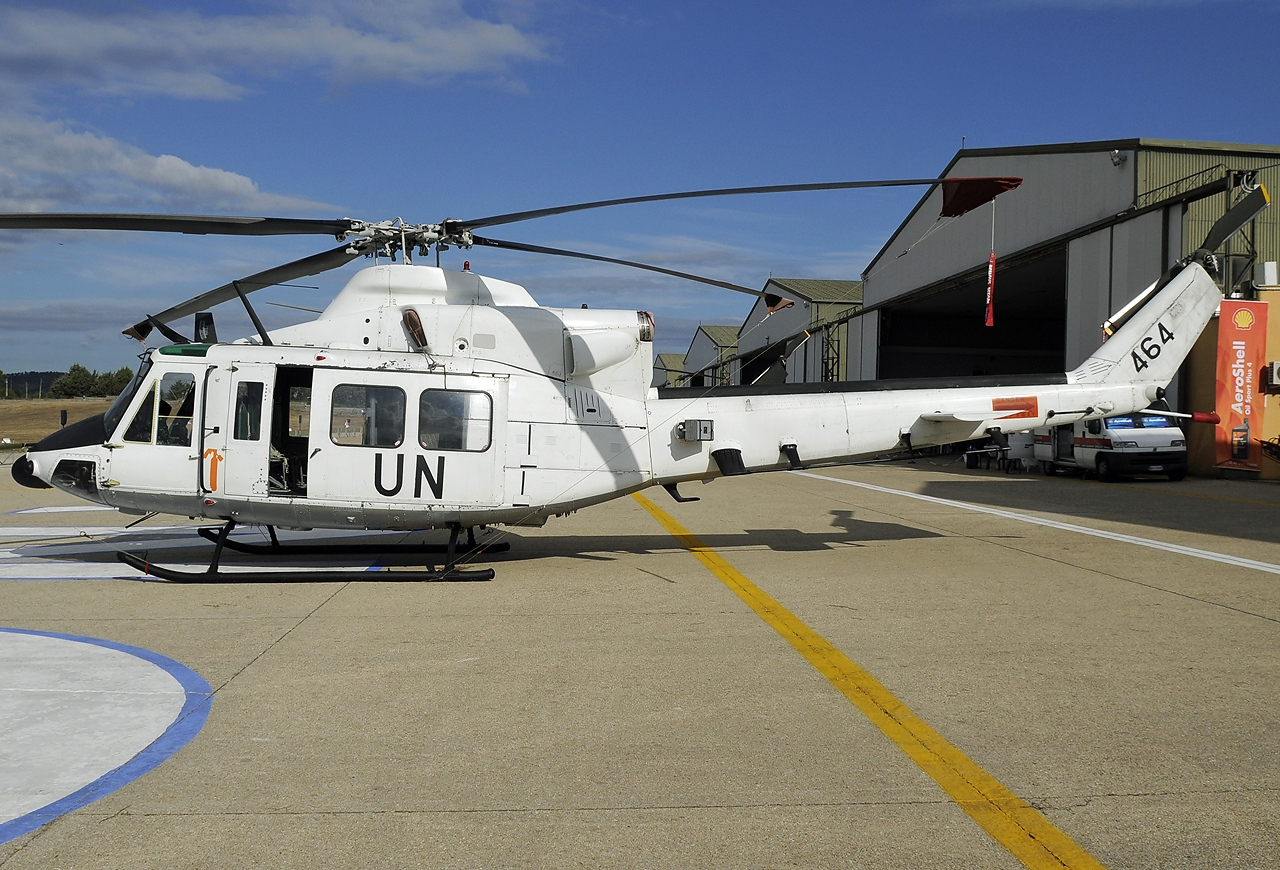
AB-412 in Bracciano
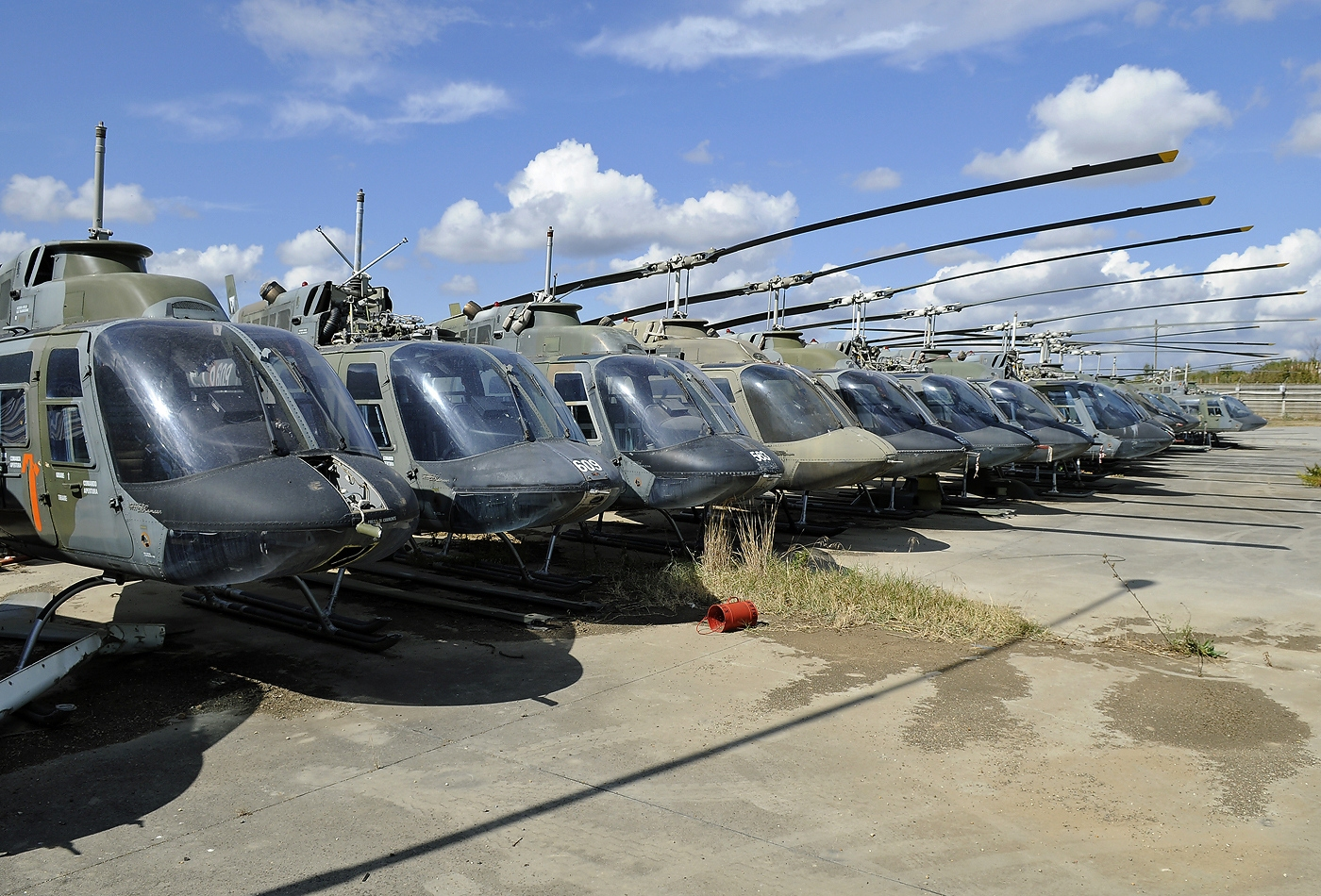
Außer Dienst gestellte AB-206 in Bracciano
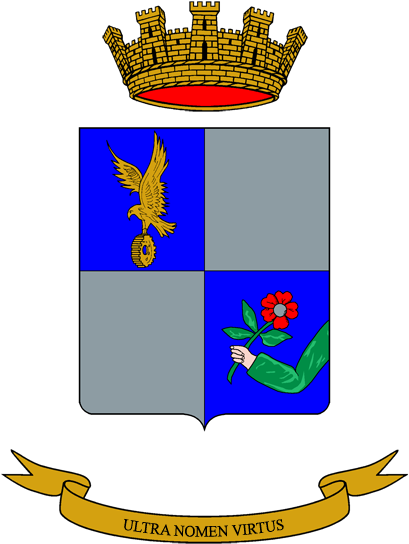
Wappen des 1. Unterstützungs-Regiments